# Luzerner Regiment Keller

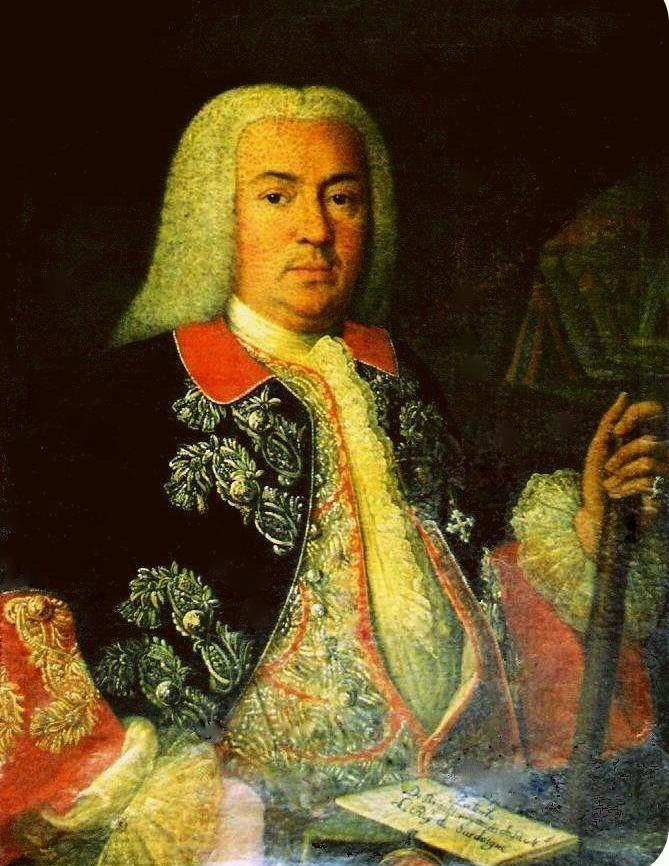
Oberst Johann Martin Keller, 1703–1766

Das Luzerner Regiment Keller war ein aus zwei Bataillonen bestehendes Schweizerregiment im Dienste des Königreichs Sardinien-Piemont zur Zeit des Österreichischen Erbfolgekrieges. Es wurde zusammen mit sieben weiteren Schweizerregimentern im Piemont und auf Sardinien eingesetzt.

## Armee von Sardinien-Piemont

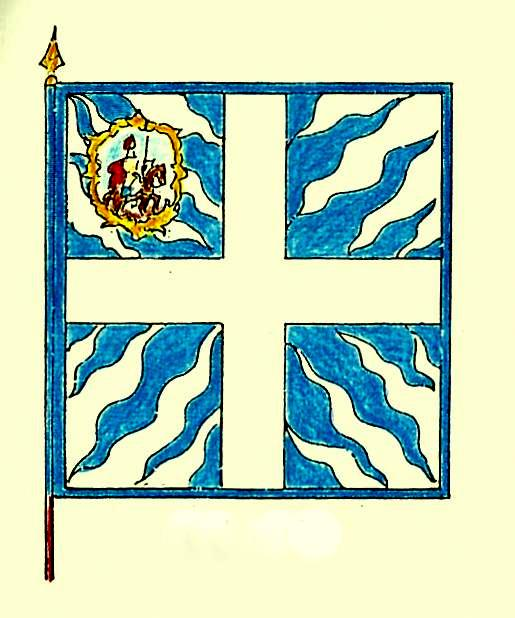
Ordonnanzfahne des Regiments Keller

Sardinien-Piemont besass bei Kriegseintritt eine Armee von 56 Infanterie-Bataillonen und 32 Kavallerie-Schwadronen. Davon stand ein Drittel unter schweizerischem Kommando, nämlich die Regimenter aus Bern, Wallis, Graubünden, Appenzell, Zug, Luzern, dem Waadtland und Neuenburg. Der Freundschaftsvertrag und Beistandspakt, den das Königreich mit der Republik Luzern seit dem 16. und 17. Jahrhundert verband, veranlasste den König auch hier um Truppen nachzufragen. 

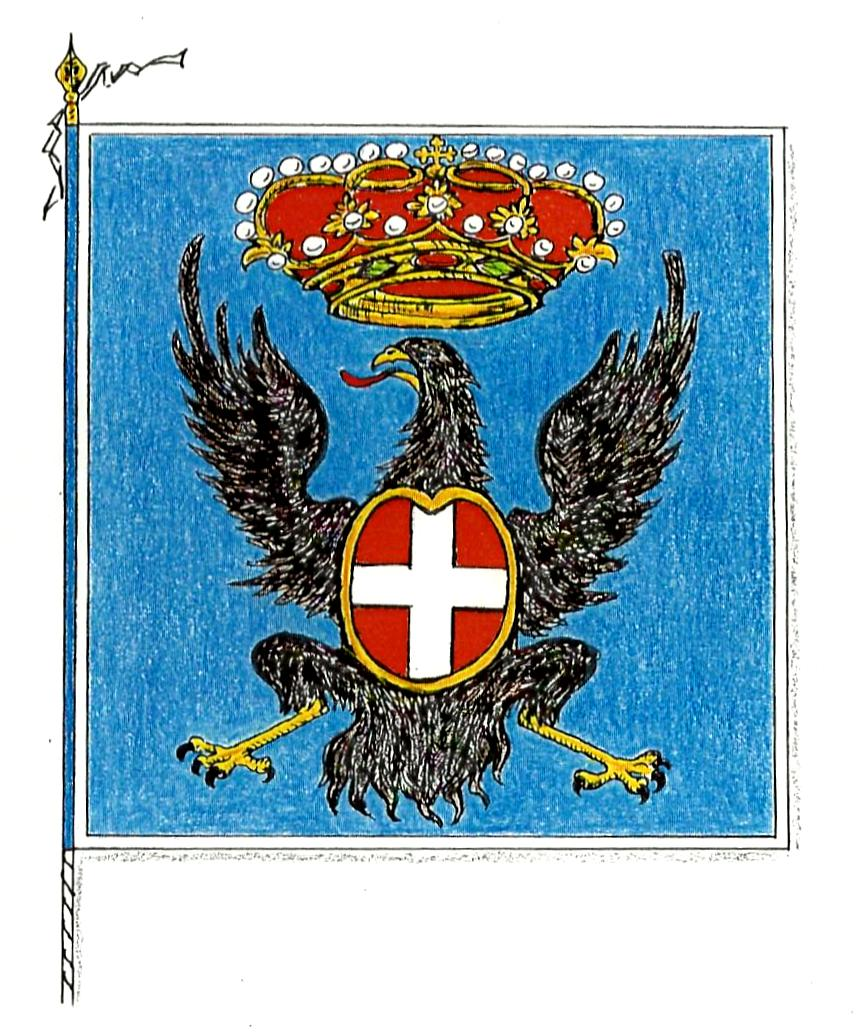
Oberstenfahne des Regiments Keller

## Vertrag
1741/42 schloss Luzern unter Schultheiss Ludwig Schumacher mit König Charles Emanuel III. einen zehnjährigen Militärvertrag für zwei Bataillone zu je 700 Mann ab. Regiments-Inhaber und Kommandeur des 1. Bataillons war Oberst Hans Martin Keller, Luzerner Staatsschreiber und gewesener Offizier in französischen und päpstlichen Diensten. Als Oberstleutnant und Kommandeur des 2. Bataillons amtierte der Neffe des regierenden Schultheissen, der Kleinrat und bisherige Major der Luzerner Milizen Anton Schumacher, damals Landvogt im Entlebuch.

## Regimentsfahne
Die Regimentsfahne war blau-weiss geflammt mit einem durchgehenden weissen Kreuz und mit der Darstellung des hl. Mauritius in einer senkrechten goldenen Kartusche im oberen linken Eckquartier. Das Fahnentuch war mit einem blauen Streifen dünn umrandet. Die Obersten-Fahne (sie wurde im 1. Bataillon mitgeführt) zeigte auf blauem Tuch das Savoyer Wappen mit einem auffliegenden gekrönten Adler.

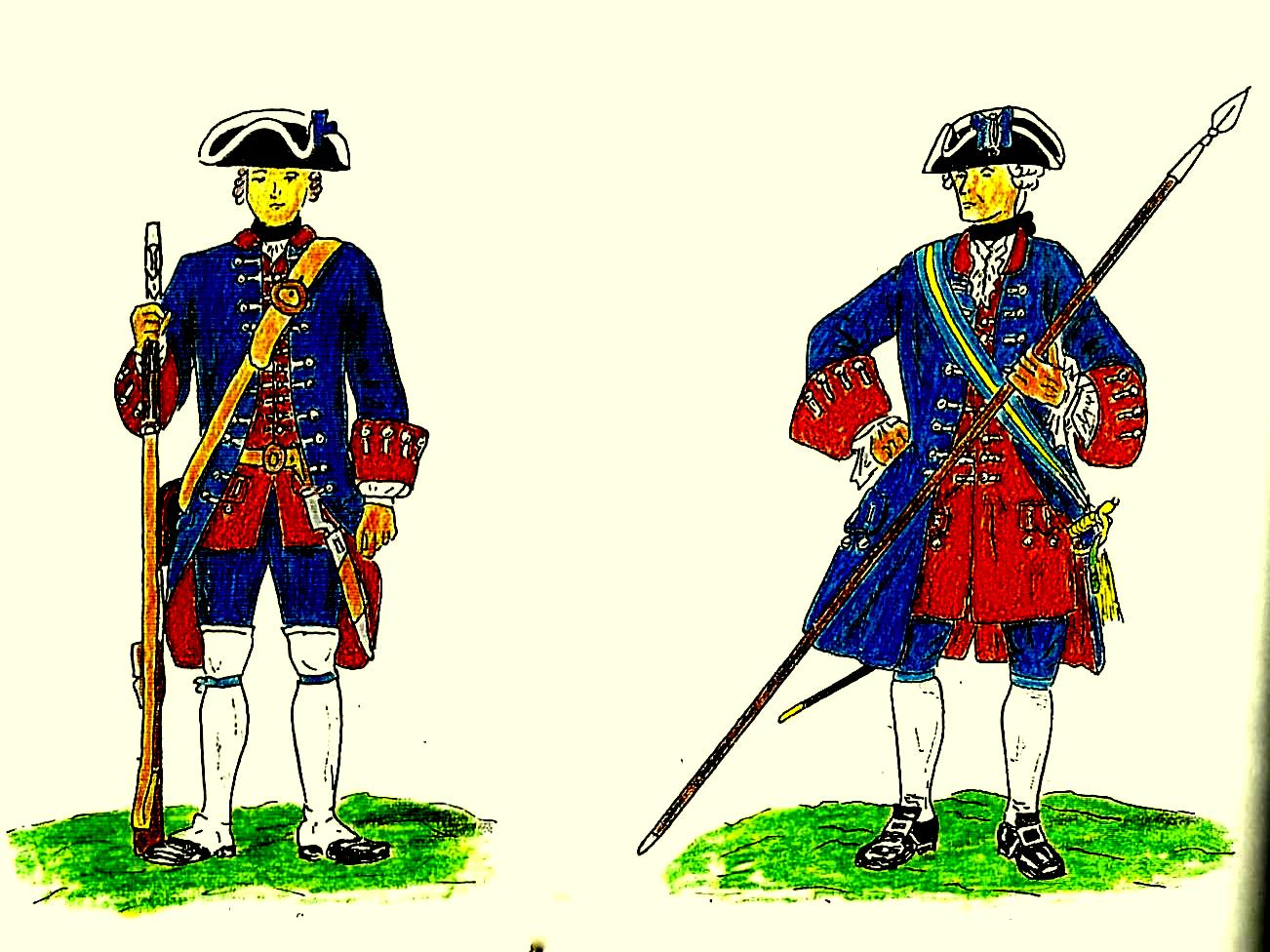
Uniform eines Füsiliers (links) und Offiziers (rechts) im Regiment Keller

## Uniform und Bewaffnung
Die Uniform war dunkelblau mit grossen roten Ärmelaufschlägen und knielangen Hosen von derselben Farbe. Sie waren unter dem Knie mit einem hellblauen Band fixiert. Dazu trug man eine lange rote, weissgefütterte Weste und ein dunkelblaues, rotgefüttertes Justaucorps, ein weisses Spitzenhemd, weisse Strümpfe und schwarze Schuhe mit Silberschnalle. Die Knöpfe waren silbern, die Knopflöcher weiss. Die Kopfbedeckung bestand aus einem schwarzen silberumrandeten Dreispitz mit blauer Stoffkokarde. Die Haare blieben ungepudert. Um den Hals trug man einen schwarzen Schal. Alle Tragriemen waren aus naturfarbenem Leder. Die Patronentasche war schwarz mit rotumrandetem Deckel. Die Bewaffnung bestand aus einem Gewehr und einem Bajonett. Die Uniform der Offiziere war aus feinerem Stoff mit silberner Brokatverzierung. Um die Hüfte (unter dem Justaucorps) oder über die Schulter trugen sie eine blau-goldenen Leibbinde mit Quasten. Bewaffnet waren sie mit Degen und Sponton oder einem Gewehr (Grenadier-Leutnants). Über die Uniform der Trommler und Pfeifer ist nichts bekannt.

## Einsatzgeschichte
Das Luzerner Regiment verbrachte das Jahr 1742 im Piemont in Feldlagern und Garnisonen. Anschliessend wurden beide Bataillone auf die Insel Sardinien verlegt. Im Herbstfeldzug 1743 unterstützte das 1. Bataillon auf dem Festland die Kontingente der Berner, Walliser, Bündner und Appenzeller Regimenter bei der Verteidigung der Schanzen von Punta di Battagliola am Fusse des Monte Pietralunga. Während der Frühjahresoffensive von 1744 wurde es zur Verteidigung der Küstenbefestigung von Villefranche und Mont Alban bei Nizza eingesetzt. Dabei gerieten Oberst Keller und Major Peyer im Hof in Gefangenschaft. Oberstleutnant Schumacher verliess Sardinien und erklärte dem kommandierenden Aide-Major Pfyffer von Altishofen, dass er das 1. Bataillon befehligen werde. Im Herbst 1745 führte er dieses anlässlich der dritten Offensive der spanisch-französischen Allianz zur Unterstützung des Berner, Bündner und Walliser Regiments in die Kämpfe bei Montecastello-Bassignana in der Nähe von Alessandria. Im Sommer 1747 kam es, nun wieder unter Oberst Keller, in den Tälern zwischen Turin und Grenoble zum Einsatz, wo es das Walliser, Berner, Zuger und Appenzeller Regiment unterstützte. Das 2. Bataillon blieb stets auf Sardinien in Reserve oder wurde im Ordnungsdienst eingesetzt.

## Einsatzprobleme
Dem kommandierenden Eifer des Oberstleutnants begegnete man im 1. Bataillon mit Widerstand. Probleme machten zudem die Verschuldung vieler Offiziere, für die das Regiment zu bürgen hatte sowie die mangelnde Qualifikation mancher Offiziere. Die grösste Schwierigkeit aber war die Desertion, da seit Villefranche die Lücken mit im Lande aufgegriffenen Deserteuren gefüllt wurden. Dadurch war das Bataillon in einer kritischen Phase des Krieges nicht zuverlässig einsetzbar. Im Sommer 1745 liess der Kriegsminister den Oberstleutnant nach Turin rufen, wo er ihm das Missfallen des Königs ausdrückte. Der Oberstleutnant versprach Ordnung zu schaffen. Er verlangte von Oberst Keller den Austausch etlicher Offiziere und die Übergabe seines Regiments an ihn. Der Oberst aber, der auf Ehrenwort die Gefangenschaft in Luzern auf Buonas, dem Schloss seiner Gattin, aussass, war nicht bereit, sein Regiment abzutreten. Es folgten Streitereien, wobei es meist um Finanzen ging, denn das Betreiben von Regimentern, Bataillonen und Kompanien war vor allem auch ein Geschäft.

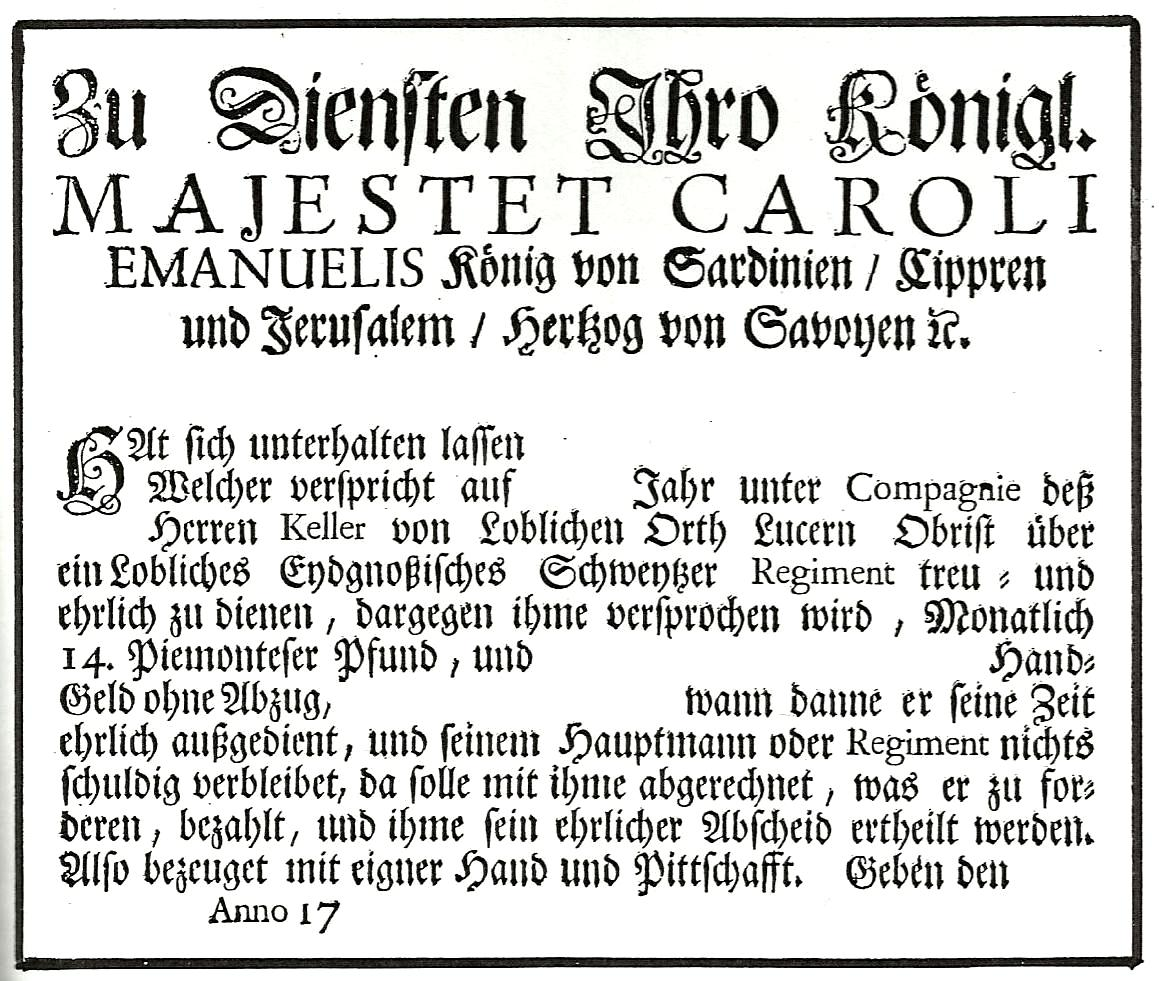
Werbeformular für die Oberstenkompanie des Regiments Keller

## Rekrutierung
Bei Villefranche waren 248 Offiziere und Soldaten in Gefangenschaft geraten, 61 waren gefallen und 172 benutzten die allgemeine Verwirrung zum Desertieren, sodass das Bataillon bei der Truppeninspektion von Asti nur noch 219 Mann aufwies. Zwar gelang Aide-Major Pfyffer von Altishofen die Rekrutierung von 373 Mann, wovon aber nur 49 aus dem Kanton Luzern stammten. Den Rest bildeten vorwiegend Deutsche, Österreicher und Holländer, die von andern Regimentern desertiert waren. Man bediente sich ihrer, um Zeit, Kosten, Aufwand und Ausbildung zu sparen. Doch diese ergriffen jede Gelegenheit, um erneut die Flucht zu ergreifen. So fehlten bereits sechs Monate später schon wieder 258 Mann. Damit waren dem 1. Bataillon seit Villefranche von den ursprünglich 700 Mann nur deren 175 treu geblieben.

## Rückkehr Kellers
Im Frühjahr 1746 konnte bei einem Gefangenenaustausch Rang gegen Rang Oberst Keller nach Piemont zurückkehren. Er reorganisierte sein Regiment, liess den Oberstleutnant die Abrechnung präsentieren und Schuldscheine unterzeichnen und schickte ihn zurück zum 2. Bataillon nach Sardinien. Danach nahm Oberst Keller mit Major Peyer im Hof am Sommerfeldzug von 1747 teil.

## Das 2. Bataillon und die Zustände auf Sardinien

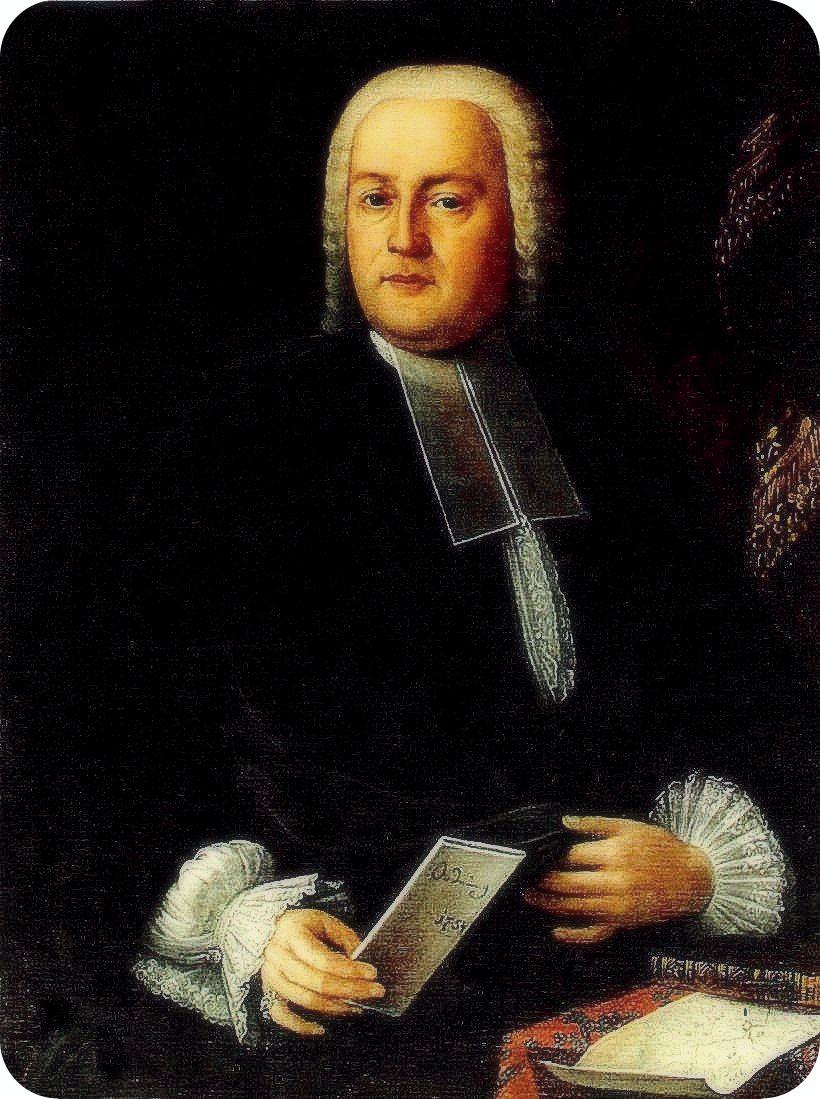
Oberstleutnant Anton Schumacher im Ratsherrenornat

Auf Sardinien waren Offiziere und Mannschaft bei der Zivilbevölkerung untergebracht. Das Quartier des Oberstleutnants war das Haus einer verheirateten Dame, wo zuvor der Gouverneur von Alghero ein und aus ging. Das führte zum Konflikt, zumal der Oberstleutnant von dessen illegalen Machenschaften wusste. Es war neapolitanischen und korsischen Fischern erlaubt, trotz Verbot vor Sardinien nach Korallen zu tauchen. Der Erlös floss in die Taschen der Stadt- und Provinz-Gouverneure. Die Fischer waren privilegiert und konnten sich mit allem Nötigen eindecken. Das ging auf Kosten der Bevölkerung, die durch die Einquartierungen ohnehin an Lebensmittelknappheit litt. Das führte zu Aufständen in Bosa und Sassari, zu deren Niederwerfung vertragswidrig das 2. Bataillon eingesetzt wurde. Auch kam es zu Morden durch sardische Banden an Mitgliedern des Bataillons, die der Oberstleutnant zu untersuchen hatte.

## Verhaftung des Kommandanten
Oberstleutnant Schumacher, der bei der Niederringung der Aufstände von seiner Kompanie 30 Mann verlor, intervenierte und geriet ins Intrigen- und Ränkenetz der Gouverneure von Alghero und Castello Aragonese. Diese sahen in ihm eine Gefahr für sich und liessen ihn im Sommer 1747 wegen gefährlichen Umtrieben und Insubordination verhaften und in Alghero, später in Cagliari, eintürmen. Aide-Major Bircher, der das 2. Bataillon kommandierte und kein Freund des Oberstleutnants war, liess die Nachricht im ganzen Königreich, in allen Offizierskorps sowie in Luzern verbreiten und verbot unter Strafe jegliche Besuche. Aide-Major Hecht und andere Offiziere hielten sich nicht daran und forderten vergeblich eine Luzerner Untersuchungskommission mit Diplomatenstatus.

## Auflösung des Regiments
Nach Luzerns Intervention nahm sich der Vizekönig der Sache an. Dieser reiste nach Sardinien und wandelte Schumachers eineinhalb Jahre dauernde Festungshaft in Hausarrest um. Bei den Verhören belastete er den Gouverneur von Alghero und andere Verwaltungsbeamte und löste in weiten Teilen Sardiniens eine Verhaftungswelle aus. Daran waren wieder Soldaten des 2. Bataillons beteiligt. Schumacher kehrte in die Heimat zurück, wo er Landvogt und Kommandant der Landjäger wurde und zum Statthalter avancierte. Als solcher erhielt er eine an verdiente Ratsmitglieder verliehene Ehrenmedaille aus einheimischem Emmen-Gold. Nach dem Frieden von Aachen wurde das Regiment aus Kostengründen vorzeitig entlassen, der Oberst zum Brigadier befördert und mit dem St.-Mauritius-und-Lazarus-Orden ausgezeichnet. Trotz seiner langen Abwesenheit von 27 Monaten Kriegsgefangenschaft hiess es: Le colonel Keller fit la campagne de 1743 et les cinq suivantes avec beaucoup de distinctions.

## Prominente Angehörige des Regiments Keller
- Franz Joseph Dominik Peyer im Hof, 1707–1786
- Franz Xaver Schumacher, 1710–1775
- Jost Franz Leonz Bircher, geb. 1714
- Jakob Anton Theoring von Sonnenberg, 1718–1805
- Franz Joseph Leonti Meyer von Schauensee, 1720–1789
- Joseph Rudolf Valentin Meyer, 1725–1808
- Franz Plazid de Schumacher im Himmelrich, 1725–1793

## Liste der Schweizerregimenter in Sardinien-Piemont (18. Jh.)
- Walliser Regiment de Kalbermatten: de Kalbermatten (1743–1762), früher de Rietman (1732–1743), dazwischen Sutter, später de Courten, von Streng und Belmont (bis 1799).[1]
- Waadtländer und Neuenburger Regimenter: Audibert (1739–1762), früher Demeyrol und Desportes (1703), dazwischen de Budé, später von Sury und Peyer im Hof (bis 1798), Guibert (1733–1746), später Uttinger (1746–1753)[Anm 11], Fatio und Bachmann.
- Berner Regiment: de Diesbach (1737–1744), früher Hackbrett (1709) und Roguin (1733–1737, 1744), dann Roi (1744–1760), de Tscharner (1760–1786), de Rochemondet, Tschiffeli, Stettler und von Ernst (bis 1799).
- Bündner Regiment: Reydt (1700–1746), dazwischen Donats (1734), dann de Salis (1746–1750), von Sprecher und Schwarz, dann Grison-Carignan, Niederer, de Sanz und Belfort (bis 1800).
- Luzerner Regiment: Keller (1742–1749), früher am Rhyn[Anm 12], später Zimmermann (1793–1798).
- Appenzeller Bataillon: Meyer (1744–1774), später Schmid (bis 1797).
- Hundertschweizer: Kyd (1740–1773), früher am Rhyn[Anm 13], später Schmid, ab Yberg, von Sury, de Kalbermatten und Uttinger.
- Weitere Schweizerregimenter, die zu Beginn des 18. Jahrhunderts im Piemont standen: d’Alt, Lombach, Frid, Schmid, de Reding und du Pasquier (1733–1737).